# Xenacanthippus
Xenacanthippus är ett släkte av insekter. Xenacanthippus ingår i familjen gräshoppor.
Kladogram enligt Catalogue of Life:
| Xenacanthippus | \| \| Xenacanthippus hainanensis \| \| \| \| \| \| Xenacanthippus miniatus \| \| \| \| |
|                | \| \| Xenacanthippus hainanensis \| \| \| \| \| \| Xenacanthippus miniatus \| \| \| \| |
|                | Xenacanthippus hainanensis                                                             |
|                |                                                                                        |
|                | Xenacanthippus miniatus                                                                |
|                |                                                                                        |